# Stjepan Perestegi
Stjepan Perestegi (20. kolovoza 1973.) hrvatski je kanuist na divljim vodama. 
Perestegi je 1995. osvojio momčadsku srebrnu medalju u slalomu u kanu jednosjedu na Svjetskom prvenstu u Nottinghamu (zajedno s kanuistima: Danko Herceg, Zlatko Sedlar). 
Nastupio je i na ljetnim Olimpijskim igrama u Barceloni 1992.g.